# WWF
Der WWF (World Wide Fund For Nature – „Weltweiter Fonds für die Natur“, bis 1986 World Wildlife Fund – „Welt-Wildtier-Fonds“) ist eine Stiftung nach Schweizer Recht mit Sitz in Gland, Kanton Waadt. Sie wurde 1961 gegründet und ist eine der größten internationalen Natur- und Umweltschutzorganisationen. Wappentier des WWF ist der Große Panda. Der WWF setzt sich für den Erhalt der biologischen Vielfalt der Erde, die nachhaltige Nutzung natürlicher Ressourcen und die Eindämmung von Umweltverschmutzung und schädlichem Konsumverhalten ein.
Die Organisation ist in über 80 Ländern mit eigenen Büros vertreten und wird von über fünf Millionen Menschen unterstützt. Seit der Gründung des WWF wurden weltweit 11,5 Milliarden US-Dollar in über 13.000 Projekte investiert. Der WWF finanziert sich überwiegend durch Spenden. Der WWF hat an der Gründung vieler anderer Organisationen und Initiativen mitgewirkt, darunter das Forest Stewardship Council und das Marine Stewardship Council.

## Geschichte

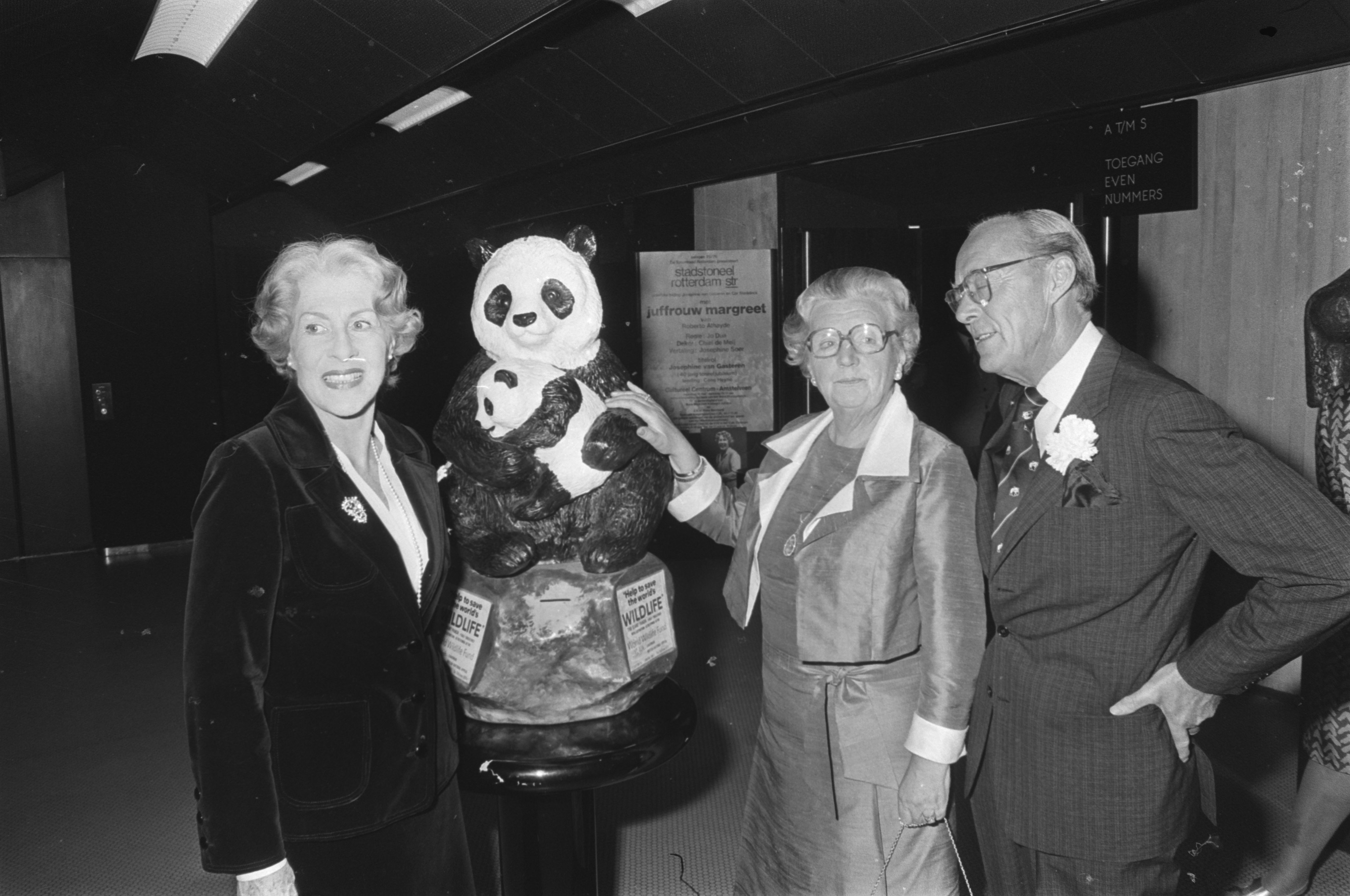
Prinz Bernhard der Niederlande, erster Präsident des WWF, auf einer Veranstaltung zugunsten der Organisation im Mai 1976

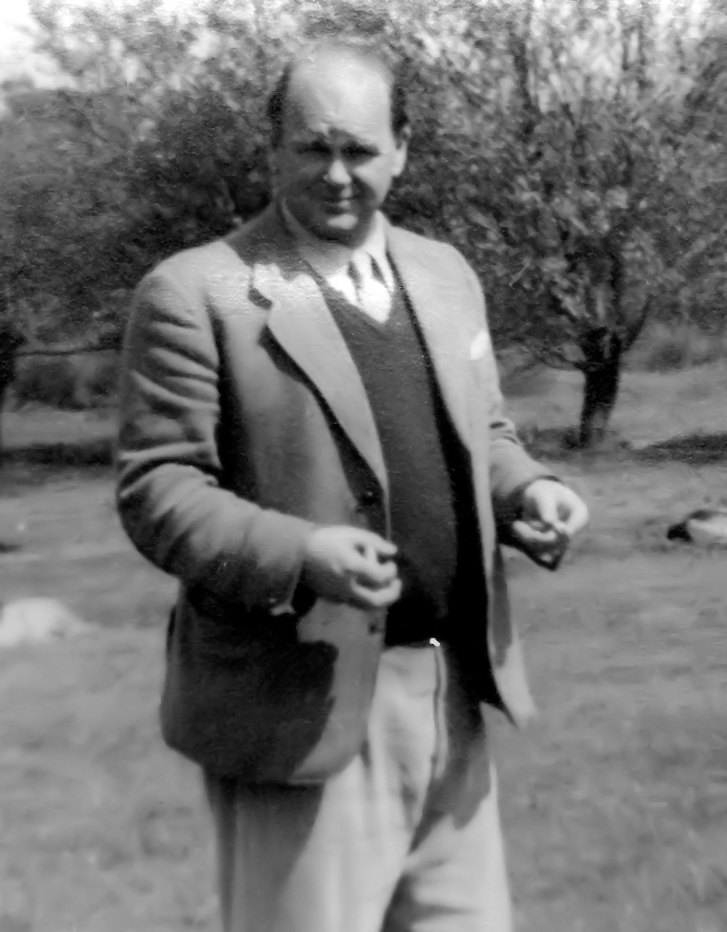
Peter Markham Scott, erster Vizepräsident des WWF (1954)

In den 1960er Jahren rückte der Natur- und Umweltschutz stärker in den Fokus der Öffentlichkeit. Der Erhalt der natürlichen Umwelt war Teil des gesellschaftlichen Wandels in Europa und Nordamerika, aber nicht auf die Industrieländer beschränkt. Obwohl bereits im Jahr 1948 mit der IUCN die erste globale Natur- und Umweltschutzorganisation der Welt ins Leben gerufen worden war, hatte sich die Organisation nicht wie gewünscht in einer breiten Öffentlichkeit etabliert. Vor diesem Hintergrund entstand die Idee, eine neue Organisation zu schaffen, die unkompliziert arbeiten und sich für Natur- und Umweltschutz einsetzen sollte. Das Konzept wurde erstmals 1960 in einem Leserbrief von Victor Stolan für die Tageszeitung The Observer formuliert. Dort war zuvor ein Artikel von Julian Huxley erschienen, der das Artensterben in Afrika thematisierte.
Huxley vermittelte daraufhin ein persönliches Gespräch zwischen Stolan und Max Nicholson, Generaldirektor der britischen Naturschutzbehörde. Dieser wurde schließlich zur treibenden Kraft hinter der Gründung des WWF. Sein zentrales Argument war, dass die bestehenden Natur- und Umweltschutzorganisationen zwar sinnvolle Projekte entwickeln würden, diese aber aufgrund fehlender Gelder nicht umsetzen könnten. Huxley führte Gespräche mit zahlreichen potenziellen Unterstützern und entwickelte schließlich einen konkreten Plan für die Gründung des WWF. Dieser wurde an 20 Umweltschützer in Belgien, Frankreich, Großbritannien, Thailand, Schweden, den Vereinigten Staaten, der Schweiz, dem Sudan und nach Südafrika gesendet. Anschließend fanden zwischen April und September 1961 neun Treffen in den Räumen der britischen Naturschutzbehörde statt.
Die Mitglieder der so genannten „Londoner Planungsgruppe“ beschlossen unter anderem, dass ein Panda den WWF symbolisieren sollte. Außerdem wurde der Zürcher Anwalt Hans Hüssy engagiert, um von Beginn an die Gemeinnützigkeit und damit die Steuerfreiheit der Stiftung nach Schweizer Recht sicherzustellen. Das eigentliche Gründungsdatum des WWF markiert die Beurkundung der Stiftung am 11. September 1961 in Zürich. Die erste Spende war ein Guinee, was ungefähr einem Pfund entsprach. Der WWF wurde von einem international besetzten Stiftungsrat geführt, in dem Umweltschützer aus mehreren europäischen Staaten und Nordamerika vertreten waren. Die meisten Stiftungsräte stammten aus dem Netzwerk der IUCN. Prinz Bernhard der Niederlande war erster Präsident des WWF, wobei die Position keine geschäftsführende Tätigkeit beinhaltete. Zum ersten Vizepräsidenten der Organisation wurde Peter Scott gewählt.
Kritiker wie Wilfried Huismann behaupten, dass die Gründung des WWF auf rassistische Motive britischer Kolonialisten zurückgeht. Die Sorgen, die sich die Gründer um die Naturräume Afrikas machten, seien direkt mit der Aufhebung der Kolonialverwaltungen verknüpft gewesen. Die indigenen Bewohner der großflächigen Nationalparks galten als schmutzig und ihre traditionellen Wirtschaftsformen, die jahrhunderte- oder jahrtausendelang mit den Wildtieren koexistierten, wurden von den Europäern jetzt für eine Bedrohung gehalten. Allen Gründern gemeinsam war, dass sie begeisterte Großwildjäger waren, die die Nationalparks als touristische Ziele planten.
Nach der Gründung des WWF entstanden in den 1960er Jahren zahlreiche nationale Sektionen, unter anderem der WWF Deutschland, WWF Österreich und WWF Schweiz. Üblicherweise wurde ein Drittel der Spenden in lokale Projekte investiert, während zwei Drittel an den WWF International flossen. Um die Finanzierung des WWF sicherzustellen, starteten Anton Rupert und Bernhard zur Lippe-Biesterfeld im Jahr 1970 die Initiative The 1001: A Nature Trust. Das Ziel der beiden Umweltschützer war es, 1.001 wohlhabende Personen zu gewinnen, die 10.000 US-Dollar spenden und damit einen Vermögensstock für den WWF aufbauen sollten. Die Summe wurde innerhalb von drei Jahren erreicht. Insgesamt gab der WWF in den ersten zehn Jahren seines Bestehens rund 32 Millionen Schweizer Franken für Projekte in 59 Ländern aus.
In den Anfängen engagierte sich der WWF für Artenschutz und insbesondere für Flaggschiffarten der charismatischen Megafauna. Dazu unterstützte er Projekte anderer Organisationen. Das Vorgehen des WWF änderte sich in den 1970er Jahren entscheidend: Anstatt einzelnen Projekten spontan Hilfe zukommen zu lassen, rückten Maßnahmen für ganze Ökozonen oder Tierarten in den Fokus. Zu den ersten globalen Kampagnen des WWF gehörte die „Operation Tiger“: Es wurden unter anderem in Indien neue Schutzzonen errichtet, sodass der Tiger am Ende des Jahrzehnts als gerettet galt. 1975 begann der WWF, sich auf globaler Ebene für den Erhalt des tropischen Regenwalds einzusetzen, insbesondere in Zentral- und Westafrika, Südostasien und Lateinamerika. Neben dem Tiger und Regenwald gehörten in den 1980er Jahren der Walfang, der Große Panda und die Verbindung von Umweltschutz und Entwicklungshilfe zu den zentralen Themen des WWF.
In den 1990er Jahren beteiligte sich der WWF am Projekt Forest Stewardship Council (FSC) und Marine Stewardship Council (MSC). Durch die Zertifizierung nachhaltiger Rohstoffe sollte es Endverbrauchern erleichtert werden, umweltfreundliche Produkte zu kaufen. 1998 veröffentlichte der WWF den ersten „Living Planet Report“: Der Bericht beschreibt den Zustand der Umwelt auf globaler Ebene sowie der Auswirkungen des Menschen auf die Natur. Der Report erscheint bis heute alle zwei Jahre und zählt zu den führenden wissenschaftlichen Publikationen in seinem Bereich. Zu den jüngeren Kampagnen des WWF mit globaler Reichweite zählt die Earth Hour. Seit 2007 beziehungsweise 2010 wird in einzelnen Haushalten, Gebäudekomplexen oder ganzen Ländern für 60 Minuten das Licht ausgeschaltet, um die CO2-Emissionen zu reduzieren und an den Klimawandel zu erinnern.

## Beteiligungen
Wie vorstehend bereits ersichtlich, hat der WWF in seiner Geschichte an zahlreichen Gründungen anderer Organisationen und Initiativen mitgewirkt. Er ist teilweise organisatorisch beteiligt oder übt teilweise Einfluss auf ihm nahe stehende Organisationen aus. Nachfolgend eine Zusammenstellung ohne Anspruch auf Vollständigkeit:
- Der Aquaculture Stewardship Council ist eine vom WWF gegründete Vereinigung, die für nachhaltige Fischzucht in Aquakulturen steht.[29] Der WWF initiierte 2004 einen Dialog zum Thema, aus dem 2010 die Organisation entstand. Es sind unter anderem Tilapia, Pangasius und Lachsprodukte mit dem ASC-Siegel auf dem Markt erhältlich.[30]

- Atomausstieg selber machen ist ein 2006 initiiertes Bündnis von Umwelt- und Verbraucherorganisationen, das neben dem WWF zum Beispiel Greenpeace und der BUND unterstützen.[31] Das Bündnis möchte Verbraucher dazu bewegen, mehr Ökostrom zu beziehen.[32]

- EnergieVision ist gemeinnütziger Verein zur Förderung von Nachhaltigkeit und Markttransparenz in der Energiewirtschaft. Er hat das ok-power Label für Strom aus erneuerbaren Energien geschaffen. Träger des im Jahr 2000 gegründeten Vereins sind die Verbraucherzentrale Nordrhein-Westfalen, das Öko-Institut und der WWF Deutschland.[33]

- Die Europäische Bewegung Deutschland ist nach eigenen Angaben das größte zivilgesellschaftliche Netzwerk für Europa in Deutschland.[34] Zu den über 200 Mitgliedern zählt auch der WWF Deutschland.[35]

- Der Forest Stewardship Council wurde 1993 in Folge des Umweltgipfels von Rio de Janeiro ins Leben gerufen.[36] Er unterstützt eine nachhaltige Forstwirtschaft und vergibt ein Siegel für Holzprodukte, das eine nachhaltige Produktion sowie die Einhaltung sozialer Kriterien garantiert.[37]

- Das Forum Anders Reisen ist ein Wirtschaftsverband für kleine und mittelständische Reiseveranstalter, die nachhaltigen Tourismus unterstützen.[38] Seit 2008 kooperiert der WWF mit dem Verband, es werden unter anderem eigens konzipierte Touren in Gebiete der WWF-Projekte angeboten.[39]

- Das Forum Umwelt und Entwicklung wurde 1992 nach der UN-Konferenz für Umwelt und Entwicklung gegründet.[40] Es „koordiniert die Aktivitäten deutscher Nichtregierungsorganisationen in internationalen Politikprozessen zu nachhaltiger Entwicklung“.[41] Der WWF Deutschland ist Mitglied der Organisation.[42]

- „Genießt uns“ ist eine Initiative des WWF Deutschland, der Welthungerhilfe und weiterer Partner.[43][44] Ihr Ziel ist es, die Lebensmittelverschwendung einzudämmen.[45] Die Initiative wurde zum Beispiel durch Aktionen wie den „Essensretter-Brunch“ bekannt.[46]

- Die International Task Force Sustainable Tourism des Umweltprogramms der Vereinten Nationen ist eine Initiative zur Unterstützung von nachhaltigem und umweltgerechtem Tourismus weltweit. Die UNEP und der WWF setzen sich zum Beispiel dafür ein, dass Korallenriffe vor der indonesischen Insel Bali geschützt werden.[47]

- Die Klima-Allianz Deutschland ist ein Bündnis von Nichtregierungsorganisationen wie dem WWF, dem BUND oder Greenpeace und Vertretern der evangelischen und katholischen Kirche. Es nahm seine Arbeit 2007 auf und setzte sich für eine wirkungsvolle Klimapolitik ein.[48]

- Der Marine Stewardship Council wurde 1997 vom WWF und Unilever gegründet.[49] Er setzt sich für nachhaltige Fischerei ein und vergibt das auf Fischkonserven, in Frischfischtheken und bei Tiefkühlfisch verbreitet anzutreffende MSC-Siegel für Fischprodukte nach Kriterien der Umweltverträglichkeit.[50]

- Der Runde Tisch für Palmöl wurde 2004 vom WWF ins Leben gerufen.[51] Mitglieder sind vor allem Hersteller und Händler, die freiwillig mehr für Naturschutz und Menschenrechte tun, als gesetzlich vorgeschrieben ist.[52] Zum Beispiel wird bei der Produktion von Palmöl auf den Einsatz bestimmter Pestizide verzichtet und kein geschützter Regenwald abgeholzt.[53]

- Der Runde Tisch für Soja wurde 2006 gegründet. Sein Ziel ist es, die „negativen Umweltauswirkungen des Sojabooms durch Aufstellung von Mindestanforderungen zu reduzieren und die sozialen Bedingungen für die Arbeiter zu verbessern“.[54] Vertreter von Unternehmen und Umweltschutzorganisationen wie dem WWF setzen gemeinsam Mindeststandards für die nachhaltige Produktion und den Handel mit Sojabohnen.[55]

- TRAFFIC („Trade Records Analysis of Flora and Fauna in Commerce“) ist ein gemeinsames Programm des WWF und der Weltnaturschutzunion IUCN.[56] Es wurde 1976 gegründet um sicherzustellen, dass der „Handel mit wild lebenden Tier- und Pflanzenarten und deren Produkten nur in nachhaltiger Weise geschieht, im Einklang mit nationalen und internationalen Abkommen und Gesetzen steht und nicht zum Aussterben von Arten führt“.[57]

## Logo und Marke

Das WWF-Logo hat sich in den letzten Jahren viermal verändert.

Das Logo des WWF zeigt den Großen Panda in Schwarz und Weiß sowie darunter den Schriftzug „WWF“. Als Vorlage diente die Bärin „Chi Chi“, die 1957 geboren und ein Jahr danach aus China an den London Zoo verkauft worden war. Ursprünglich war die Bärin für die USA bestimmt, jedoch verhinderte ein Handelsembargo der Vereinigten Staaten gegen China die Einfuhr. Gerald Watterson fertigte bei einem Besuch im Londoner Zoo mehrere Skizzen von „Chi Chi“ an, aus denen Peter Markham Scott schließlich das WWF-Logo entwickelte. Er vereinfachte die Darstellung der Bärin, indem er einzelne Gliedmaßen als einfache schwarze Flächen darstellte und die Umrisse der Figur abrundete.
Von 1961 bis heute wurde das WWF-Logo insgesamt viermal überarbeitet. Es wird global von allen WWF-Organisationen verwendet, wodurch sich der Panda zum ikonischen Symbol für die Marke „WWF“ entwickelte. Das Logo und der Name des WWF sind international geschützte Marken. Die Organisation vergibt Lizenzen an ausgewählte Unternehmen, welche die Marke für ihre eigenen Produkte verwenden dürfen. Mit den Lizenzgebühren finanziert der WWF wiederum Naturschutzprojekte. Im deutschsprachigen Raum besteht eine derartige Vereinbarung beispielsweise zwischen dem WWF Deutschland und dem Einzelhändler EDEKA sowie WWF Österreich und IKEA.
Die amtliche Bezeichnung des WWF lautete zunächst „World Wildlife Fund“. 1986 wurde anlässlich des 25-jährigen Bestehens beschlossen, den Namen in „World Wide Fund For Nature“ zu ändern. Damit wollte die Organisation deutlich machen, dass im Zentrum des Interesses nicht nur wilde Tiere und Pflanzen stehen, sondern die Natur als Ganzes. Die neue Bezeichnung wurde auch von den nationalen Sektionen übernommen, mit Ausnahme der Stiftungen in den Vereinigten Staaten und Kanada. Grund dafür waren seit Anfang der 1980er Jahre bestehende Differenzen zwischen WWF-USA und der Schweizer Stiftung. Erst 2001 beschloss man, global nur noch das Kürzel „WWF“ als Name für alle Organisationen zu verwenden.
Im Jahr 2002 gewann die Natur- und Umweltschutzorganisation einen Rechtsstreit um die Bezeichnung „WWF“, sodass sich die World Wrestling Federation in „World Wrestling Entertainment“ (WWE) umbenennen musste.

## Ziele und Umsetzung

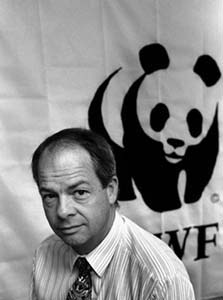
Claude Martin, ehemaliger Generaldirektor des WWF

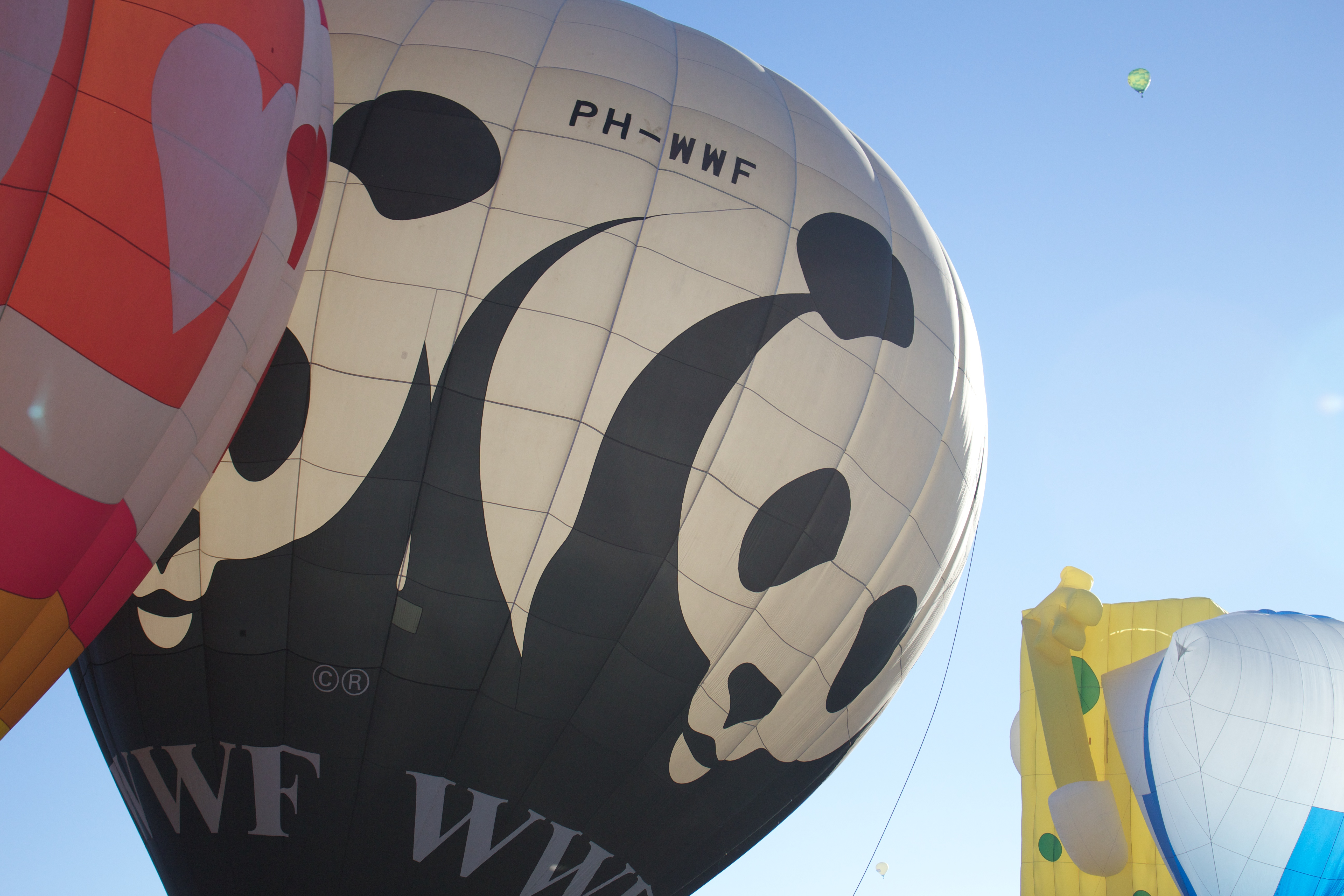
Ballon mit WWF-Logo über León in Mexiko (2013)

Laut Satzung ist es Zweck des WWF, die natürliche Umwelt und die ökologischen Prozesse weltweit zu erhalten. Das Arbeitsgebiet der Organisation erstreckt sich auf „Fauna und Flora, die Landschaft, Wasser, Boden, Luft und andere natürliche Ressourcen“, mit besonderem Schwerpunkt auf den wesentlichen ökologischen Prozessen und der genetischen Artenvielfalt. Der ehemalige Generaldirektor des WWF, Claude Martin, beschrieb die Ziele des WWF folgendermaßen:

“Our objectives have never been clearer – slow climate change, reduce toxics in the environment, protect our oceans and fresh waters, stop deforestation, and save species.”

„Unsere Ziele waren noch nie eindeutiger – den Klimawandel bremsen, Giftstoffe in der Umwelt reduzieren, unsere Meere und Gewässer schützen, das Waldsterben stoppen und Arten erhalten.“

Während in den ersten Jahren primär wilde Tiere und Pflanzen im Fokus des WWF standen, setzt sich die Organisation seit den 1980er Jahren für die gesamte Natur ein. Im Unterschied zu anderen Natur- und Umweltschutzorganisationen lag der Fokus des WWF von Anfang an weniger auf öffentlichkeitswirksamen Einzelaktionen oder aktiven Mitgliedsgruppen, sondern vielmehr auf der finanziellen und personellen Unterstützung großer, auf Dauer angelegter Schutzprojekte.
Der WWF will nach eigenen Angaben eine Zukunft gestalten, in der Mensch und Natur im Einklang miteinander leben. Dafür engagiert sich der WWF weltweit beim Aufbau von Naturschutzgebieten, für den langfristigen Erhalt gefährdeter Naturlandschaften und den Schutz bedrohter Tier- und Pflanzenarten. Mit konkreten Lösungen will die Organisation zeigen, wie ein ökologisches Leben der Menschen in einer lebendigen Natur möglich ist. Darüber hinaus nimmt der WWF Einfluss auf Politik und Wirtschaft. Im Laufe seiner Geschichte wurde der WWF, der sich selbst als „Partner der Wirtschaft“ versteht, von großen Unternehmen unterstützt. Nach seiner Einschätzung ist die Zusammenarbeit mit Unternehmen notwendig, um erfolgreichen Natur- und Umweltschutz zu betreiben.
Der WWF hat das Ziel ausgerufen, bis zum Jahr 2050 die Integrität der herausragendsten Orte der Welt dauerhaft sicherzustellen („2050 Biodiversity Goal“). Außerdem soll bis 2050 erreicht werden, dass der ökologische Fußabdruck der Menschheit auf ein Niveau gebracht wird, das die Erde verkraften kann. Die natürlichen Ressourcen unseres Planeten sollen gerecht verteilt sein („2050 Footprint Goal“).

## Erfolge

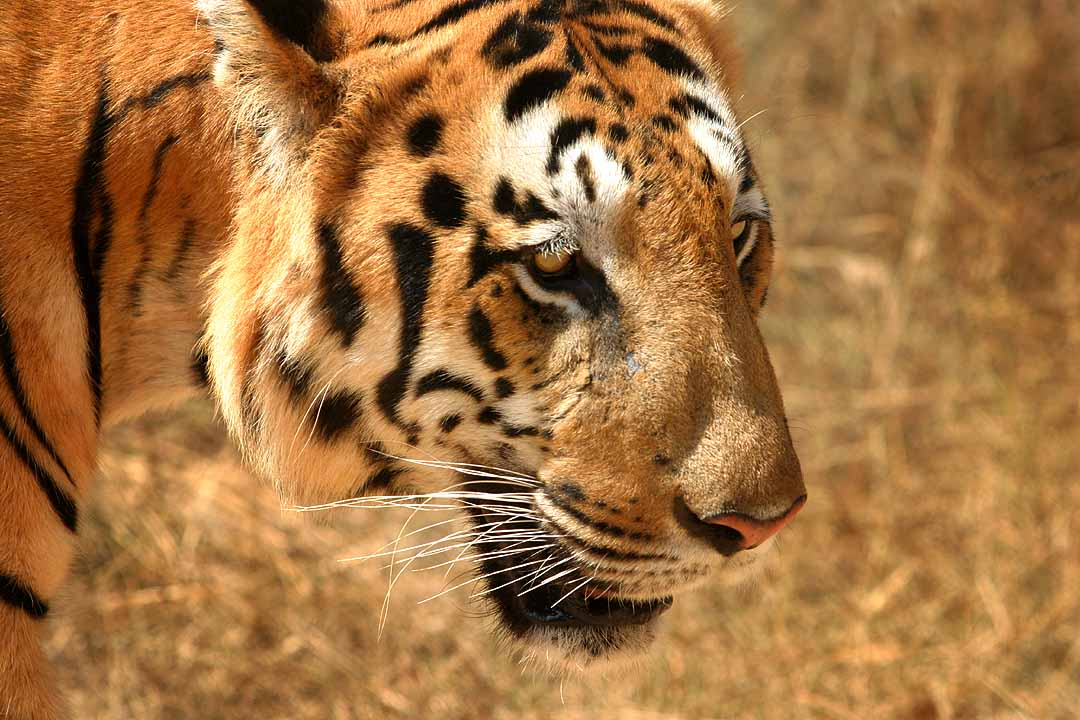
Als einer der größten Erfolge des WWF kann die Rettung des Tigers auf dem indischen Subkontinent gelten.

Das Engagement des WWF kam seit der Gründung zahllosen bedrohten Arten und verschiedenen Naturregionen zugute. Von den Investitionen, beispielsweise in Forschungsprojekte oder Wildhütereinheiten, profitierten häufig auch Teile der lokalen Bevölkerung.
Ein Schwerpunkt des WWF ist seit den Gründungsjahren der Schutz von Elefanten und Nashörnern in Afrika. Seit 1962 wurden insgesamt mehr als 40 Millionen Euro an Fördermitteln zum Schutz der Afrikanischen Nashörner aufgewendet. Dazu wurden zahlreiche Projekte zum Schutz von Elefanten gefördert. Diese Hilfen trugen dazu bei, dass die Bestände der Afrikanischen Elefanten stabilisiert und beide Nashornarten in freier Wildbahn erhalten werden konnten. Während Breit- und Spitzmaulnashorn im Norden des historischen Verbreitungsgebietes heute weitgehend ausgestorben sind, konnten im östlichen und insbesondere im südlichen Afrika größere Bestände erhalten und in der Vergangenheit zum Teil wieder vermehrt werden. Der WWF trug zu diesen Erfolgen im Artenschutz bei.
Einer der größten Erfolge des WWF war die Stabilisierung der Bestände des Bengaltigers durch das Project Tiger, das der WWF im Jahr 1972 zusammen mit der indischen Regierung unter Indira Gandhi startete. Die Tigerbestände auf dem indischen Subkontinent stiegen in den Folgejahren von etwa 2.000 auf rund 3.000 Tiere. Der Bengaltiger stellt heute die mit Abstand größte Population des Tigers in freier Wildbahn dar. Ebenfalls mit Hilfe des WWF konnten die Bestände des noch stärker bedrohten Amurtigers stabilisiert und vergrößert werden. So wurde zum Beispiel 2015 ein 1,2 Millionen Hektar großes Gebiet in Russland an der Grenze zu China zum Nationalpark erklärt. Daran war der WWF mit Unterstützung des Bundesumweltministeriums entscheidend beteiligt.
Der WWF kämpft seit Jahren mit Erfolg dafür, das Pantanal vor potentiell umweltgefährdenden wasser- und straßenbaulichen Maßnahmen zu bewahren. Es handelt sich dabei um eines der größten und artenreichsten Naturparadiese Südamerikas. Vor allem das umstrittene Bauprojekt der Wasserstraße Paraná-Paraguay wurde lange Zeit durch die Aktivitäten des WWF verhindert.
Der Umstand, dass der Große Panda – das Wappentier des WWF – bis heute in freier Wildbahn überlebt hat, ist nicht zuletzt dem Einsatz des WWF zu verdanken. An diesem Beispiel zeigt sich aber auch exemplarisch die Unvollkommenheit vieler Schutzbemühungen. Die Art wird seit April 2016 nur noch als gefährdet („vulnerable“) eingestuft.
Die vielfältigen Aktivitäten des WWF in Afrika haben beispielsweise zur Einrichtung der Kavango-Zambezi Transfrontier Conservation Area beigetragen. Es handelt sich um das größte Naturschutzgebiet des Kontinents.

## Kampagnen

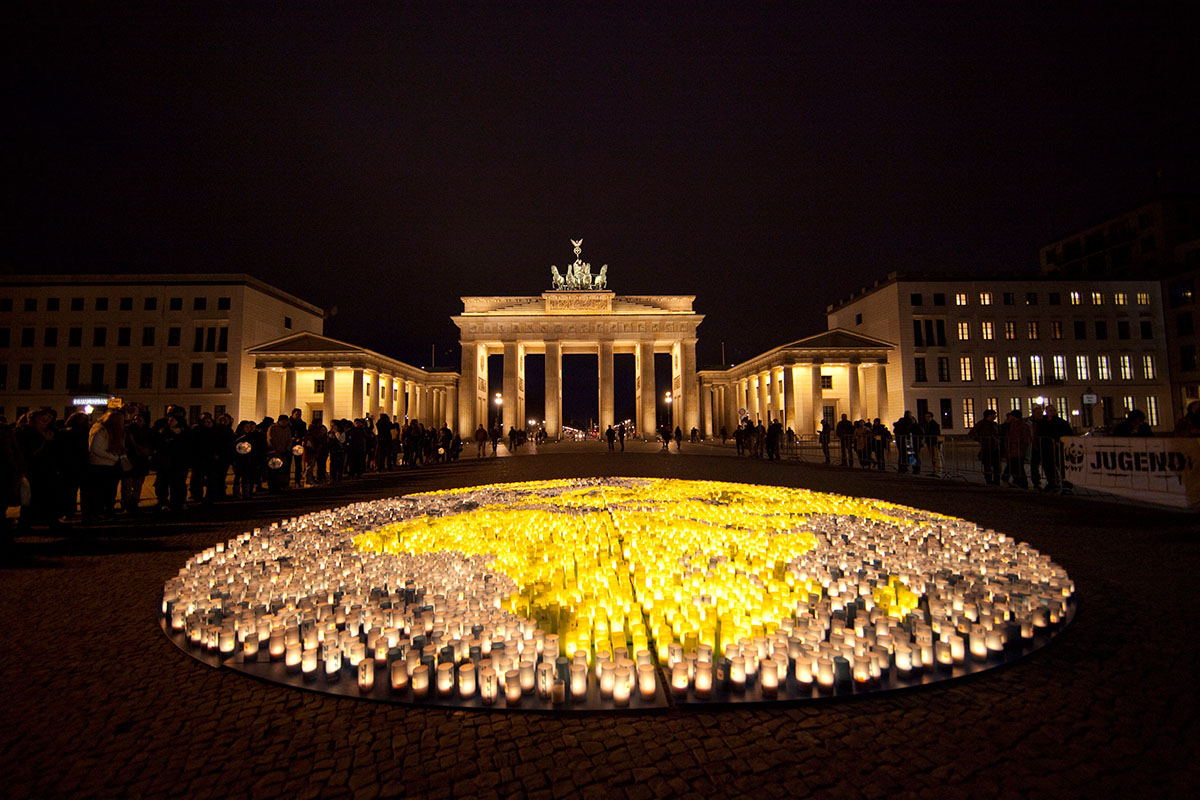
Aktion des WWF anlässlich der Earth Hour (2012) in Berlin

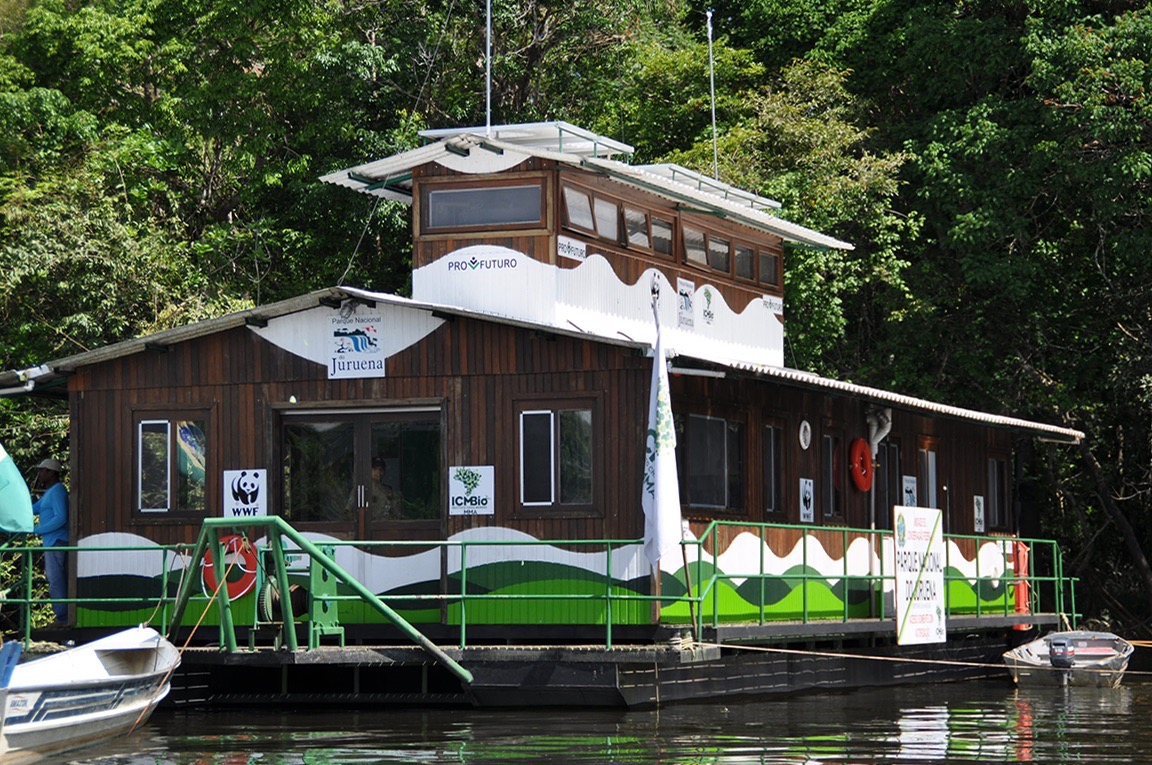
Kontrollposten in Juruena, unterstützt vom WWF (2013)

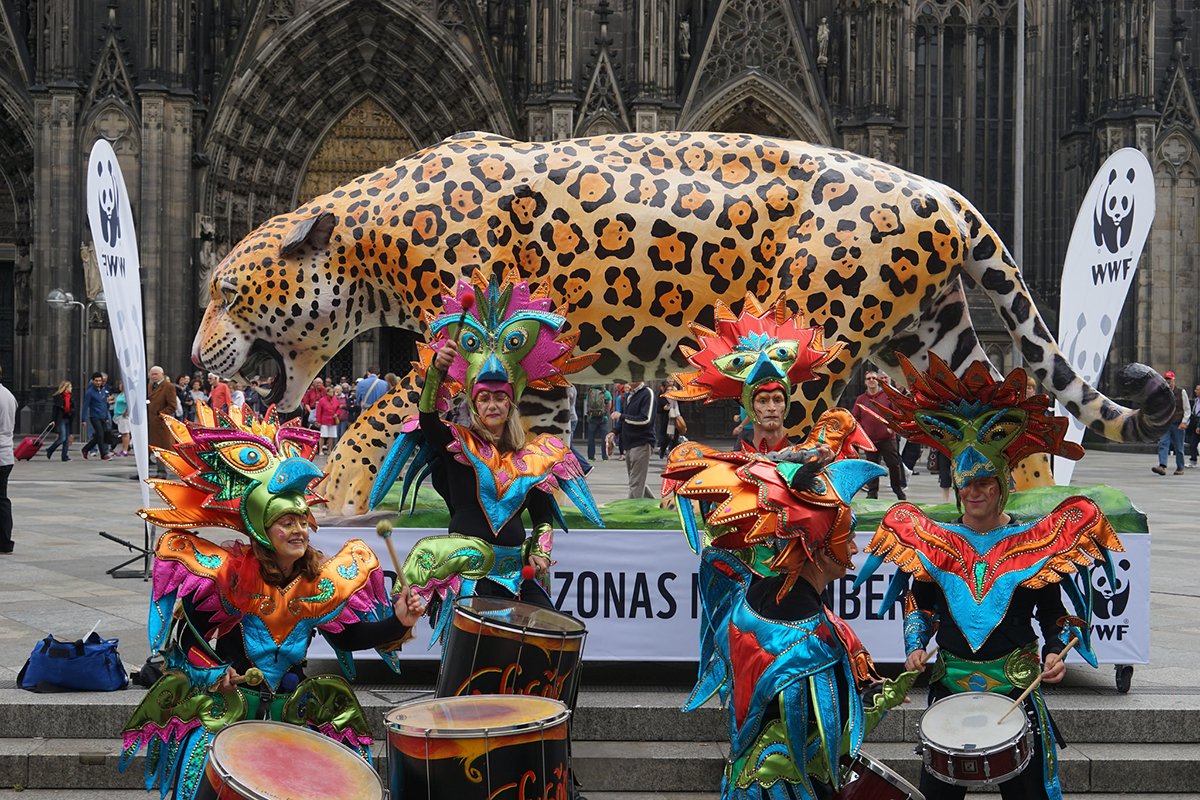
Amazonastag des WWF vor dem Kölner Dom (2015)

Seit seiner Gründung hat der WWF eine Reihe globaler Initiativen gestartet, um bedeutende Schutzgebiete oder bedrohte Arten zu schützen. Nach eigener Aussage möchte der WWF durch Konzentration auf ausgewählte Regionen und Arten seine Mittel effektiver einsetzen. In der Regel bestimmten globale Initiativen für mehrere Jahre die Arbeit des WWF und seiner nationalen Sektionen. Auf der internationalen Website des WWF wurden Mitte 2015 folgende Initiativen ausgewiesen:
- Amazonas: Der WWF thematisierte immer wieder die Gefahr, bis 2030 könnten große Teile des Amazonasbeckens zur Savanne werden.[94] Der Regenwald wird sowohl durch Brandrodung als auch durch natürliche Waldbrände bedroht, was unabsehbare Folgen für die Umwelt hat.[95] Aufgrund dessen hat der WWF die „Living Amazon Initiative“ gegründet, die Maßnahmen zum Schutz des Amazonas in seiner Gesamtheit definiert.[96] Zum Beispiel setzt sich der WWF bei den Regierungen angrenzender Länder für einen effektiven Schutz ein.

- Arktis: Seit 1992 setzt sich der WWF in einer globalen Initiative für den stärkeren Schutz der Arktis ein. Dies betrifft vor allem den Schutz bedrohter Arten, deren Lebensraum sich aufgrund steigender Temperaturen und abschmelzenden Packeises verändert.[97] Dazu zählen insbesondere die Eisbären.[98] Außerdem beschäftigt sich der WWF beispielsweise mit den Gefahren des Tourismus in der Arktis.[99] Der WWF und seine Sektionen unterhalten in allen anliegenden Staaten – mit Ausnahme von Island – eigene Büros.[100]

- Borneo: Die Insel weist eine hohe biologische Vielfalt auf.[101] Dort leben rund 1.200 Arten größerer Tiere, darunter beispielsweise Orang-Utans.[102] 2007 initiierte der WWF die „Heart of Borneo Initiative“. Dabei handelt es sich um eine Erklärung der Staaten Indonesien, Malaysia und Brunei zum Schutz des größten asiatischen Regenwalds.[103]

- China: Aufgrund des Wachstums der chinesischen Wirtschaft befasst sich der WWF mit den Auswirkungen auf die Umwelt.[104] Seit 1981 unterhält die Organisation ein Büro in Hongkong, 1991 kam eine Niederlassung in Peking dazu.[105] Unter anderem mahnte der WWF immer wieder an, die Ausbreitung des westlichen Lebensstils in China könne der Umwelt nachhaltig schaden.[106] Beobachter sprachen in diesem Zusammenhang von einem „Raubbau an der Natur“, der von einer starken Nachfrage nach Rohstoffen und Energie verursacht werde.[107] Des Weiteren bemüht sich der WWF zum Beispiel um den Schutz des Großen Pandas,[108] dem Wappentier der Organisation,[109] und des Tigers.[110]

- Fischerei: Der WWF tritt weltweit für nachhaltige Fischerei ein. Dies betrifft insbesondere die Arktis, den Indischen Ozean, den Pazifik, die Gewässer rund um den Südkegel und andere internationale Gewässer.[111] Der WWF kritisiert seit Jahren vor allem die Überfischung der Meere und fordert Rücksicht auf bedrohte Fischsorten.[112][113]

- Himalaya: Die Gebirgskette erstreckt sich auf 2.500 Kilometern Länge über Bhutan, China, Indien und Nepal. Da der Himalaya eine große Artenvielfalt aufweist und das Wetter in Asien maßgeblich beeinflusst, engagiert sich der WWF für den Schutz von Natur und Umwelt in der Region ein.[114] 2007 zählte der WWF die Himalaya-Gletscher anlässlich des UN-Klimaberichts zu den zehn Regionen, welche der Klimawandel am stärksten gefährdet.[115] Im Mittelpunkt der Arbeit des WWF steht insbesondere der östliche Himalaya.[116]

- Klimawandel: Es ist erklärtes Ziel des WWF, die Erwärmung der Erde auf 1,5 Grad Celsius im Vergleich zum Jahr 1850 zu beschränken. Der WWF setzt sich für eine Entwicklung der Wirtschaft dahingehend ein, dass deren CO2-Emissionen bis 2050 auf ein absolutes Minimum reduziert sind.[117] Der WWF betonte immer wieder, dass der Klimawandel bereits heute Naturkatastrophen sowohl in ihrer Häufigkeit als auch Dimension verstärkt.[118] Neben höherer Energieeffizienz unterstützt der WWF weltweit insbesondere die Produktion von Ökostrom.[119] 2015 startete der WWF auf iversity einen Online-Kurs zum Thema.[120]

- Kongobecken: Der WWF bezeichnet die Region als das „grüne Herz“ des afrikanischen Kontinents. Dort befindet sich nach dem Amazonas der weltweit zweitgrößte Regenwald.[121] Zwischen 1990 und 2000 gingen jedoch rund 91.000 Quadratkilometer verloren.[122] Der WWF möchte dazu beitragen, dass diese Entwicklung aufgehalten wird. Neben eigenen Maßnahmen unterstützt er zum Beispiel die Arbeit des FSC in der Region.[123] Außerdem macht sich der WWF für bedrohte Tierarten im Kongobecken stark, dort lebt zum Beispiel der Berggorilla.[124]

- Korallendreieck: Das Meeresgebiet erstreckt sich über sechs Millionen Quadratkilometer. Nach Aussage des WWF leben dort über drei Viertel aller Korallen-, viele Schildkröten- und tausende Fischarten.[125] Verschiedene Faktoren bedrohen das Korallendreieck, zum Beispiel warnte der WWF 2001 vor der Belastung des Great Barrier Reef mit Pestiziden.[126] Der WWF fördert hier zum Beispiel nachhaltige Fischerei.[127] Des Weiteren hilft er bei der Einrichtung und Finanzierung neuer Schutzgebiete.[128]

- Ostafrika: Die Küste der Region Ostafrika verläuft auf 4.500 Kilometern Länge von Somalia im Norden bis Südafrika im Süden. Die Bevölkerung der angrenzenden Länder wird sich bis 2030 verdoppeln, weshalb sich der WWF mit den Auswirkungen auf die Umwelt beschäftigt.[129] Zum Beispiel wurde 2009 gewarnt, die Serengeti könne austrocknen. Damit wären etwa 1,3 Millionen Huftiere wie Gnus oder Antilopen direkt bedroht.[130] 15 Prozent der Arten, die entlang der ostafrikanischen Küste leben, sind weltweit einmalig.[131]

- Tiger: Der WWF setzt sich seit seiner Gründung für den Schutz des Tigers ein.[132] Er initiierte die internationale Tigerschutzkonferenz 2010 in Moskau. Dort wurde beschlossen, die Zahl der wilden Tiger bis zum Jahr 2022 um 100 Prozent zu steigern.[133] Andernfalls könne der Tiger bis dahin ausgestorben sein, so der WWF.[134]

- Wälder: Der WWF fördert weltweit die nachhaltige Forstwirtschaft, unter anderem in den Staaten Kolumbien, dem Kongo, Guyana, Indonesien und Peru. Dabei geht der WWF von der Prämisse aus, dass durch die Zerstörung von Wäldern große Mengen von Treibhausgasen freigesetzt werden, was wiederum den Klimawandel beschleunigt.[135] Die Arbeit des WWF wird dabei maßgeblich vom REDD-Programm bestimmt, das anlässlich der UN-Klimakonferenz 2007 auf Bali vorgestellt wurde.[136]

- Wirtschaft: Die Natur- und Umweltschutzorganisation arbeitet mit großen Unternehmen zusammen, um die umweltfreundliche Herstellung von Lebensmitteln und beliebigen anderen Produkten zu fördern. Dies betrifft insbesondere Holz und Papier, Palmöl, Baumwolle, Biokraftstoffe, Aquakulturen und Fischerei, Zuckerrohr, Soja und Rinder.[137] 2009 startete der WWF die globale „Market Transformation Initiative“, welche insbesondere die Produktion und den Vertrieb weicher Rohstoffe umweltfreundlich gestalten will.[138]

- Plastikmüll in den Ozeanen: Um auf die drohende Umweltkatastrophe in den Weltmeeren hinzuweisen, der zufolge es bis 2050 mehr Plastik im Meer geben wird als Fisch, bediente sich der WWF 2018 eines makabren Aprilscherzes: Er veröffentlichte ein Video, das Eselspinguine angeblich auf einer Plastikmüllinsel im Pazifik, westlich der Pitcairninseln, zeigt. Bei diesem Video handelt es sich um eine Bildmontage.[139]

Besonders die Zusammenarbeit mit Unternehmen bringt dem WWF immer wieder Kritik ein. Vertreter der Organisation verteidigen sich gegen Vorwürfe der Wirtschaftsnähe mit dem Argument, Demonstrationen seien alleine nicht ausreichend. Es müsse jemand da sein, der „die Unternehmen herausfordert“, äußerte zum Beispiel der Vorstand des WWF Deutschland. Der Schweizer Publizist und Journalist Alex Reichmuth urteilte 2012 in der Weltwoche, die Kritik am WWF ziele ins Leere. „Naturräume können nur zusammen mit der Wirtschaft erhalten werden“, konstatierte Reichmuth. Ungeachtet der Debatten um die Arbeit des WWF wird sie international überwiegend positiv bewertet. 2012 wählte zum Beispiel das Magazin „The Global Journal“ den WWF auf Platz 23 der 100 besten NGOs. Er war damit die am besten platzierte Natur- und Umweltschutzorganisation.
Schutzgebiete

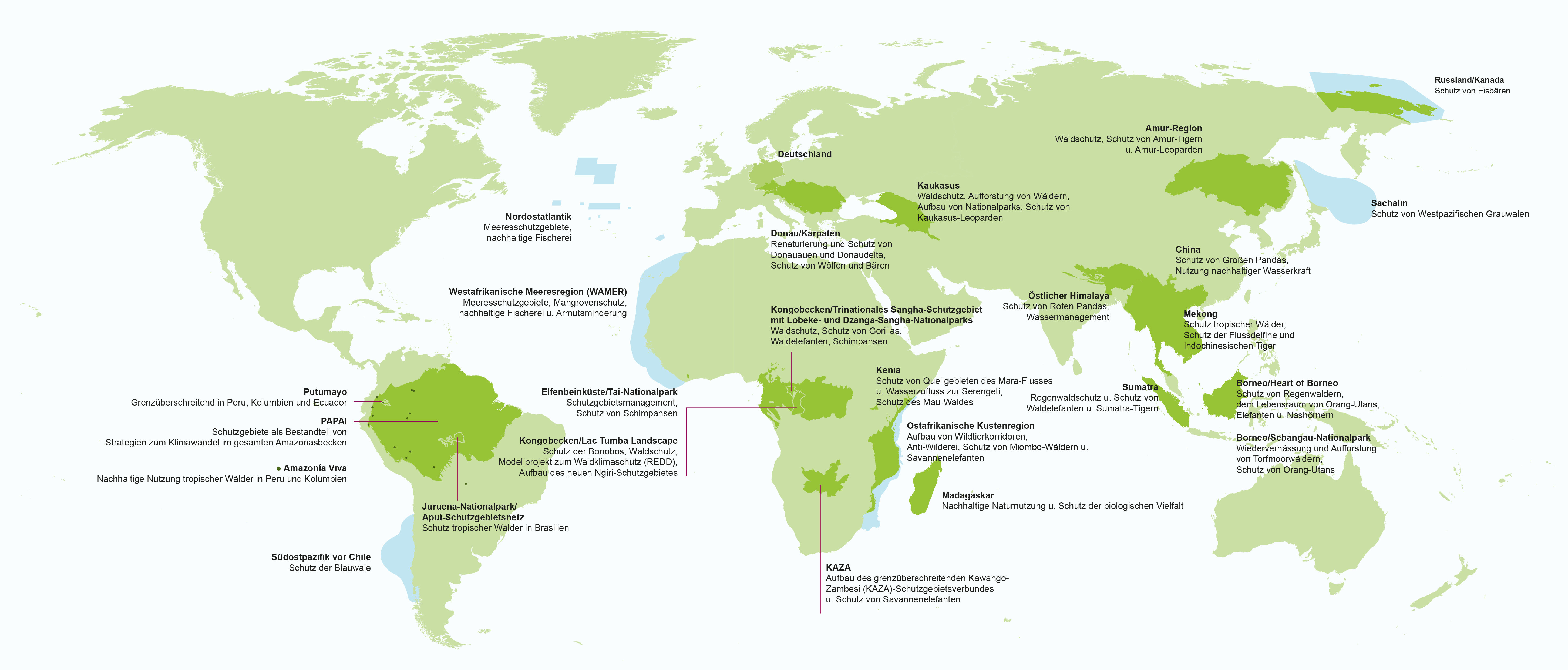
Regionen, in denen der WWF Deutschland weltweit aktiv ist.

Der WWF benennt weltweit Gebiete, die seiner Ansicht nach besonderen Schutz verdienen. Insgesamt existieren derzeit 35 sogenannte „priorisierte Orte“ („priority places“). Der WWF ist dort nicht überall selbst aktiv, beschränkt seine Arbeit aber auch nicht notwendigerweise nur auf diese Gebiete. Ende der 1990er Jahre veröffentlichte der WWF unter dem Titel Global 200 eine „Weltkarte des Lebens“. Dabei handelt es sich um eine Liste ökologischer Schlüsselregionen, in denen sich ein wesentlicher Teil der biologischen Vielfalt der Erde befindet. Die nationale WWF-Sektion in den Vereinigten Staaten stellte 2001 ein vergleichbares Modell weltweiter Ökoregionen aus Naturschutzsicht vor. Die sogenannten WWF-Ökoregionen basieren auf einer Kombination verschiedener biogeographischer Konzepte.
Bedrohte Arten
Der WWF definiert eine Reihe wichtiger Arten, die von besonderer Bedeutung für das Ökosystem sind. 2015 gehörten unter anderem folgende Tiere und Pflanzen zu den sogenannten „priorisierten Arten“ („priority species“): Albatrosse, Antilopen, Baumkängurus, Buntbarsche, Delfine, Eisbären, Elefanten, Felskängurus, Ginseng, Gonystylus, Große Pandas, Haie, Kabeljau, Kakteengewächse, Korallen, Korea-Kiefern, Korkeichen, Leoparden, Lippfische, Löffelstöre, Mahagonigewächse, Menschenaffen, Nashörner, Riesenwildschafe, Salmo, Schildkröten, Schneeleoparden, Schwertfische, Seelachse, Speerfische, Störe, Teakbäume, Thunfische, Tiger und Wale. Obwohl der WWF Erfolge beim Artenschutz erkannte, warnte die Organisation mehrfach vor dem größten Artensterben seit dem Verschwinden der Dinosaurier. Dies habe Auswirkungen auf den gesamten Planeten.

## Organisation

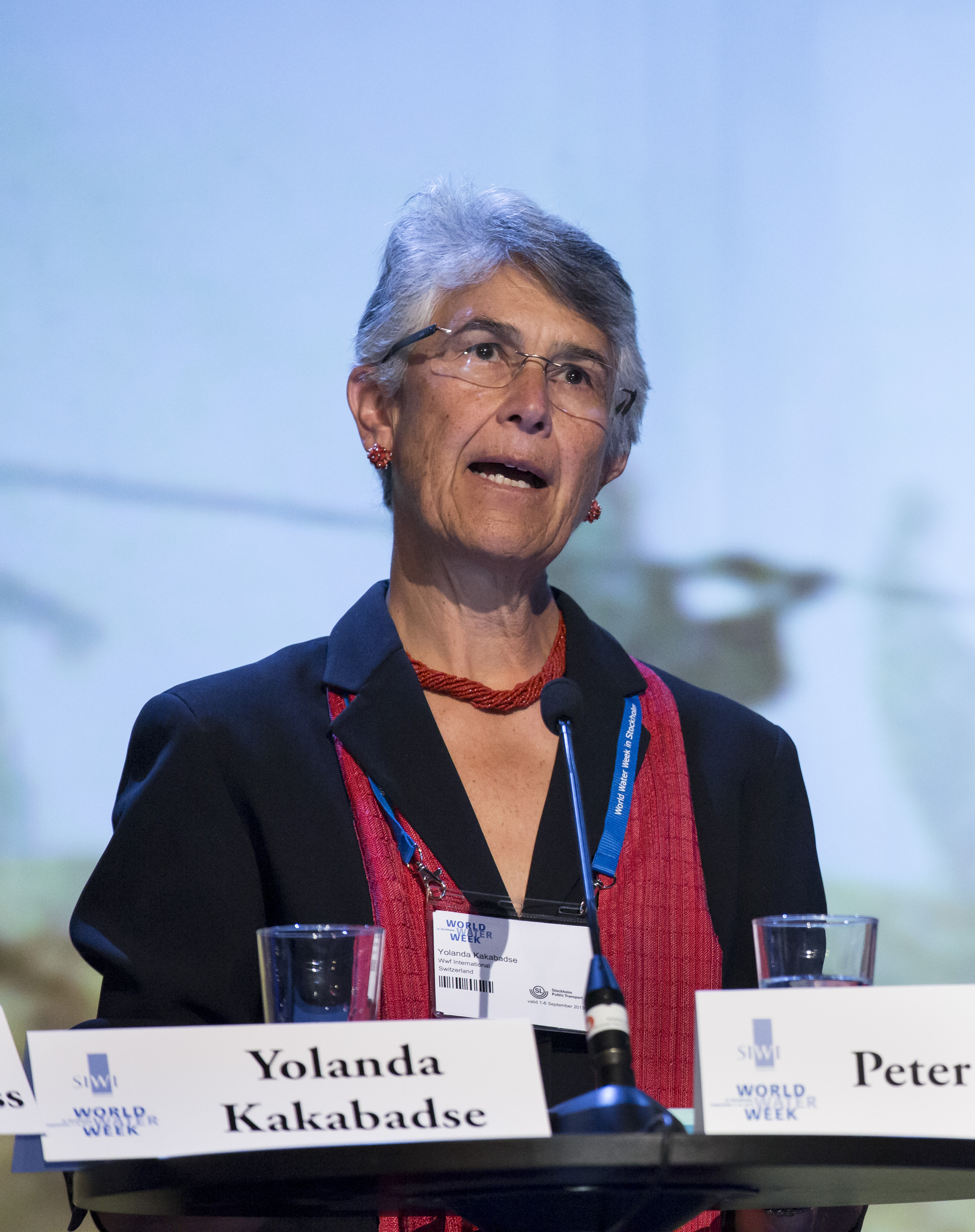
Yolanda Kakabadse war von 2010 bis 2017 Präsidentin des WWF.

Der WWF („WWF International“) führt und koordiniert die Arbeit der Naturschutzorganisation weltweit, einschließlich der regionalen Büros („WWF Netzwerk“). Die Satzung wurde zuletzt 2009/2010 geändert und definiert als zentralen Zweck den Erhalt der natürlichen Umwelt und ihrer ökologischen Prozesse („to conserve the natural environment and ecological processes worldwide“). Laut Satzung sammelt der WWF International Spenden und fördert das Verständnis für Natur- und Umweltschutz. Der Verhaltenskodex des WWF stellt im ersten Punkt klar, dass die Organisation weltweit, unabhängig, multikulturell und überparteilich arbeitet. Gemäß der Satzung besitzt der WWF International folgende Organe:
- WWF International Board („Stiftungsrat“): Er setzt sich aus zwölf Trustees sowie einem Präsidenten zusammen und bildet das oberste Gremium der Organisation. Das Board ist ehrenamtlich tätig, ernennt und entlässt den Director General und koordiniert die Strategie des WWF.
- WWF Council („Beirat“): Er besteht aus Vertretern – in der Regel dem Vorsitzenden oder Präsidenten – aller nationalen Sektionen und assoziierten Organisationen. Das Council berät das International Board, insbesondere was gemeinsame Projekte und Kampagnen betrifft.

Zusätzlich zu den in der Satzung definierten Organen existiert noch „The Assembly“ der Geschäftsführer nationaler Sektionen und assoziierter Organisationen. Neun Vertreter des Gremiums bilden wiederum das sogenannte „Network Executive Committee“. Dieses bildet vier themenspezifische Arbeitsgruppen: Das „Conservation Committee“, „Global Partnerships Committee“, „Communications and Marketing Committee“ und das „Operations and Network Development Committee“. Die organisatorische und programmatische Führungsstruktur des WWF wurde in der heutigen Form im Jahr 2009 etabliert.
Im Juli 2023 wurde der Umweltforscher Adil Najam, zum Präsidenten des WWF ernannt. Die operative Leitung obliegt seit 2023 dem Director General Kirsten Schuijt. Ihr Vorgänger Marco Lambertini ist weiterhin als Sondergesandter für den WWF aktiv.

### Gründungsmitglieder
An der Gründung des WWF waren Industrielle, Naturschützer und Wissenschaftler beteiligt. Dazu zählten zum Beispiel Luc Hoffmann, Julian Huxley, Guy Mountfort, Max Nicholson, Peter Markham Scott und Victor Stolan. Die meisten Mitglieder des Stiftungsrats stammten aus dem Umfeld der Weltnaturschutzunion IUCN. Als erster Präsident sollte eine „herausragende Figur des öffentlichen Lebens“ gewonnen werden. Zunächst sollte Philip, Duke of Edinburgh, die Position übernehmen. Er lehnte dies jedoch mit Verweis auf seine anderen Engagements ab und unterstützte anschließend den WWF Großbritannien. Stattdessen wurde Prinz Bernhard der Niederlande für die Aufgabe gewonnen, nachdem deutlich gemacht wurde, dass mit der Präsidentschaft keine geschäftsführende Tätigkeit verbunden sei. Im Juni 1962 traten beide Prinzen im Rahmen einer Veranstaltung im Waldorf Astoria New York erstmals gemeinsam für den WWF auf.

### Generaldirektoren
- 1962–1975: Fritz Vollmar, Schweizer Journalist, arbeitete zum Beispiel für das Internationale Komitee des Roten Kreuzes[163]
- 1975–1993: Charles de Haes, belgischer Jurist und Ökonom, wirkte an der Gründung des „Club der 1001“ mit[164]
- 1993–2005: Claude Martin, Schweizer Biologe, Mitglied des „China Council for International Cooperation on Environment and Development“[165]
- 2005–2014: James P. Leape, US-amerikanischer Jurist, wirkte am Umweltgesetz der USA mit und beriet das Umweltprogramm der Vereinten Nationen[166]
- 2014–2023: Marco Lambertini, italienischer Chemiker, wirkte an der Gründung des Nationalparks Toskanischer Archipel mit und war CEO von BirdLife International[167]
- seit 2023: Kirsten Schuijt, zuvor Geschäftsführerin des WWF-Niederlande

### Präsidenten
- 1962–1976: Prinz Bernhard der Niederlande, sammelte mit dem „Club der 1001“ den finanziellen Grundstock des WWF[168]
- 1976–1981: John H. Loudon, Mitglied des „Club der 1001“ und ehemaliger Vorstandsvorsitzender von Royal Dutch Shell[169]
- 1981–1996: Philip, Duke of Edinburgh, seit 1961 Präsident des WWF Großbritannien und bis zu seinem Tod 2021 WWF-Ehrenpräsident[170]
- 1996–1999: Syed Babar Ali, Geschäftsmann und ehemaliger Finanz- und Wirtschaftsminister von Pakistan[171]
- 2000: Ruud Lubbers, Politiker, Ökonom und ehemaliger Premierminister der Niederlande von 1982 bis 1994[172]
- 2000–2001: Sara Morrison, Mitglied des „Round Table for Sustainable Development“ und „Council of the Family Policy Studies Centre“[173]
- 2002–2009: Emeka Anyaoku, nigerianischer Außenminister im Jahr 1983 und Generalsekretär des Commonwealth von 1990 bis 1999[174]
- 2010–2017: Yolanda Kakabadse, ehemalige Umweltministerin von Ecuador, Präsidentin der Weltnaturschutzunion (IUCN) und Gründerin der Fundacion Natura[175]
- 2017–2021: Pavan Sukhdev, ehemaliger Leiter der Green Economy Initiative des Umweltprogramms der Vereinten Nationen[176][177]
- 2021–2023: Neville Isdell, ehemaliger CEO der Coca-Cola Company
- seit 2023: Adil Najam, Umweltforscher und Experte auf dem Gebiet des Klimawandels[159]

### Finanzen
2014 beliefen sich die Einnahmen des WWF auf rund 656,6 Millionen Euro. Davon stammte die überwiegende Mehrheit (358 Millionen Euro) aus Spenden und Erbschaften natürlicher Personen. Auf den öffentlichen Sektor entfielen 120 Millionen Euro, auf Unternehmen 54 Millionen Euro und auf Trusts und Stiftungen 48 Millionen Euro. Mit regulärer Geschäftstätigkeit und Finanzanlagen nahm der WWF 60 Millionen Euro ein.
2014 gab der WWF rund 627,7 Millionen Euro aus. Das meiste Geld (337 Millionen Euro) floss in die internationalen Natur- und Umweltschutz-Projekte des WWF und seiner Sektionen. In die Aufklärungsarbeit wurden 72 Millionen Euro investiert, in die anderen Bildungsaktivitäten 16 Millionen Euro. Die „Conservation Policy“ des WWF schlug mit 33 Millionen Euro zu Buche, die Trade Records Analysis of Flora and Fauna in Commerce (TRAFFIC) mit drei Millionen Euro. Auf den Bereich Finanzen und Verwaltung entfielen 58 Millionen, was rund 9 % entspricht. Für das Fundraising gab der WWF 106 Millionen Euro aus.

## Sektionen
Nach der Gründung zählte es zu den wichtigsten Zielen des WWF, nationale Vertretungen aufzubauen. Diese sollten sowohl Spenden sammeln, als auch die Organisation bekannter machen. Informations- und Werbematerialien wurden von Beginn an so gestaltet, dass die problemlos in andere Sprachen übersetzt werden konnten. In den ersten zehn Jahren seines Bestehens entstanden insgesamt 21 sogenannte „national appeals“ („nationale Sektionen“), die ersten drei Organisationen wurden in Großbritannien, den Vereinigten Staaten und der Schweiz 1961 eingerichtet. Die einzelnen Sektionen entwickelten unterschiedliche Methoden für das Fundraising. Die Vereinbarungen zwischen dem WWF und seinen nationalen Sektionen sahen in der Regel vor, dass zwei Drittel der eingeworbenen Mittel für internationale Projekte und ein Drittel für lokale Umweltschutzaufgaben verwendet werden sollten.
Nach dem Vorbild des WWF änderten auch die nationalen Organisationen ab 1986 ihren Namen von „World Wildlife Fund“ in „World Wide Fund For Nature“, lediglich die Sektionen in den Vereinigten Staaten und Kanada führen den Namen weiter. Neben der Mittelakquise ist es heute Aufgabe der Sektionen, neben Naturschutzprojekten vor Ort die wissenschaftliche Forschung zu unterstützen und nationale und internationale Stakeholder in Umweltfragen zu beraten. Insgesamt unterhält der WWF heute Büros in 31 Ländern. Dazu kommen weitere regionale Vertretungen, etwa bei der Europäischen Union oder der US-Regierung. Im deutschsprachigen Raum existieren drei nationale Sektionen:

### WWF Deutschland

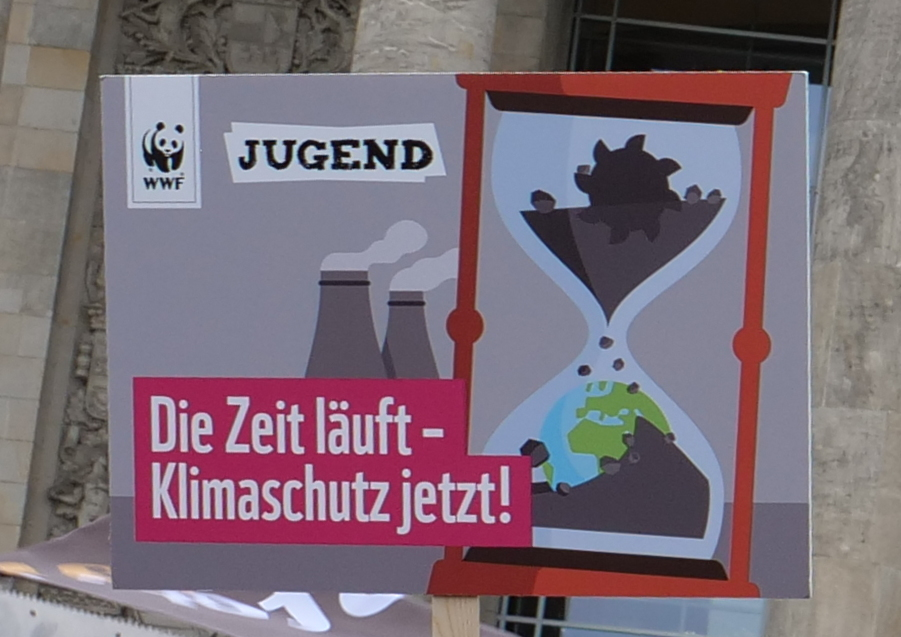
Schulstreik für das Klima (Berlin, 2018).

Der WWF Deutschland ist eine gemeinnützige deutsche Stiftung bürgerlichen Rechts mit Sitz in Berlin, die 1963 in Bonn als Verein zur Förderung des World Wildlife Fund gegründet wurde. Der WWF Deutschland bildete die fünfte nationale Sektion des World Wide Fund For Nature. 1978 wurde der Sitz von Bonn nach Frankfurt am Main verlegt, wo die erste Geschäftsstelle angesiedelt war. 2003 wurde eine Niederlassung in Berlin in Betrieb genommen, wo sich seit 2008 der Hauptsitz des WWF Deutschland befindet. Neben den Büros in Berlin, Frankfurt am Main und München unterhält der WWF Deutschland diverse Außenstellen und Projektbüros, etwa in Dessau, Hamburg, Husum, Mölln, Stralsund und Weilheim. Gemäß der Satzung besitzt WWF Deutschland einen Vorstand, welcher die Geschäftsführung ausübt, sowie den Stiftungsrat.

### WWF Österreich
Der WWF Österreich ist ein gemeinnütziger Verein mit Sitz in Wien-Ottakring. Anlass für die Gründung im Jahr 1963 war in erster Linie der Schutz der Langen Lacke, dem größten von 40 salzhaltigen Seen im burgenländischen Seewinkel, sowie der umgebenden Pusztafläche. Zu den bekanntesten Projekten der Organisation zählt die Ansiedlung von Braunbären in der Region um den Ötscher in Niederösterreich, deren Population zwischenzeitlich auf 25 bis 30 Tiere wuchs. Im Unterschied zu anderen nationalen Sektionen des WWF, die sich in den 1970er Jahren in eine Stiftung umgewandelt haben, arbeitet WWF Österreich bis heute als Verein. Der WWF Österreich hat folgende Organe: die Delegiertenversammlung, das Mitgliederforum, die Geschäftsführung, den Aufsichtsrat sowie Beiräte und andere gesetzlich vorgeschriebene Gremien.

### WWF Schweiz
Der WWF Schweiz ist eine gemeinnützige Stiftung mit Sitz in Zürich, die 1961 als dritte nationale Sektion des World Wide Fund For Nature ins Leben gerufen wurde. Der Hauptsitz befindet sich im Zürcher Stadtkreis Aussersihl, zusätzlich existieren Zweigstellen in der Romandie (Lausanne) sowie im Kanton Tessin (Bellinzona). Als Rechtsform wurde zunächst der Verein nach Schweizer Recht gewählt, erst 1972 wurde er nach dem Vorbild anderer Sektionen in eine Stiftung umgewandelt. Oberstes Organ des WWF Schweiz bildet der Stiftungsrat, der die Geschäftsleitung wählt und beaufsichtigt. Im Gegensatz zu anderen Ländern besitzt der WWF Schweiz eine föderale Struktur: Neben der Stiftung existieren in jedem Kanton rechtlich selbständige Sektionen, die sich wiederum in regionale Gruppen aufgliedern können.

## Kritik

### Einsatz von Gewalt
1987 übergab der WWF der Regierung von Simbabwe einen Hubschrauber, mit dem die Wilderei im Land bekämpft werden sollte. Der WWF geriet in die Kritik, nachdem bekannt wurde, dass der Hubschrauber für sogenannte Shoot-to-kill-Aktionen eingesetzt wurde. Dabei werden der Wilderei verdächtige Personen gezielt erschossen. Nach Medienberichten wurden zwischen Februar 1987 und April 1989 auf diese Weise fast 60 Wilderer getötet. Die Bereitstellung des Hubschraubers entwickelte sich zu einem Desaster für den WWF, nachdem der Guardian darüber berichtet hatte. In der anschließenden Debatte wurde vor allem der Konflikt zwischen Menschenrechten und Tierschutz thematisiert. Der WWF wurde von diversen Entwicklungs- und Menschenrechtsorganisationen für seine Spende an die Regierung von Simbabwe kritisiert. Der WWF erwiderte in einer Stellungnahme, es sei niemals beabsichtigt gewesen, den Hubschrauber als Gunship einzusetzen. Dieser Darstellung widersprach der US-amerikanische Journalist Raymond Bonner. Er verwies darauf, dass vor der Übergabe des Hubschraubers innerhalb des WWF heftige Debatten über seinen Einsatzzweck geführt worden waren. In den folgenden Jahren führte der Fall zu einem Umdenken beim WWF. 2002 erklärte zum Beispiel ein Vertreter des WWF Deutschland im Zusammenhang mit Shoot to kill, es würden grundsätzlich keine Waffen finanziert.
Anfang der 1990er Jahre wurde bekannt, dass der WWF an der Operation Lock beteiligt war. Ihr Zweck war es, Organisationen in Südafrika zu unterwandern, die Handel mit Elfenbein und Nashörnern trieben. Die Ermittlungen sollten helfen, illegale Geschäfte zu verhindern. Dafür wurde die private Sicherheitsfirma KAS Enterprises beauftragt, für die viele ehemalige Mitglieder des Special Air Service arbeiteten. Bernhard Prinz der Niederlande finanzierte die Operation unter der Voraussetzung, dass sich der WWF daran nicht beteilige. Einige Beobachter gehen davon aus, dass eine Verbindung zwischen der Operation Lock und dem WWF so gezielt verschleiert wurde. Später wurden Verbindungen zwischen KAS und dem südafrikanischen Geheimdienst bekannt, in denen die Destabilisierungspolitik des Apartheid-Regimes gegenüber benachbarten Staaten eine Rolle spielte.
2019 berichteten Reporter von BuzzFeed erneut über massive Vorwürfe. WWF-Angehörige sollen Milizen unterhalten und diese auch ausrüsten und ausbilden. Durch Milizen und Ranger, mit denen der WWF zusammenarbeitet, soll es zu Folterungen, Tötungen und Gruppenvergewaltigungen in verschiedenen Ländern Afrikas und Asiens gekommen sein. Diese Vorwürfe werden nun von einer externen UNO-Kommission untersucht.

### Zusammenarbeit mit Unternehmen
Durch die Nähe der Gründer des WWF zur Industrie kamen Großspenden von Anfang an eine bedeutende Rolle zu. Eine der ersten Großspenden in Höhe von 10.000 Pfund erhielt der WWF nach seiner Gründung im Jahr 1961 vom Energieunternehmen Royal Dutch Shell. Obwohl das Buch Der stumme Frühling eine breite Debatte über den Einsatz von Pestiziden auslöste, bezog der WWF keine Stellung in der Diskussion. Nach einem Bericht der Neuen Zürcher Zeitung schwieg der WWF auf Anraten des Unternehmens zu den ökologischen Problemen von Pflanzenschutzmitteln. Von 1977 bis 1981 war der ehemalige Vorstandsvorsitzende des Unternehmens, John H. Loudon, Präsident des WWF.
Während einige Beobachter die Zusammenarbeit des WWF mit Unternehmen positiv beurteilen, wird der Organisation von anderer Seite vorgeworfen, zu eng mit der Wirtschaft und politischen Entscheidern zu kooperieren und damit ihren eigentlichen Zielen nicht mehr gerecht zu werden. Zum Beispiel kritisieren viele Natur- und Umweltschutzorganisationen die Teilnahme des WWF am Runden Tisch für verantwortungsbewusstes Soja (Round Table on Responsible Soy, RTRS), weil ihm Agrar-, Chemie- und Gentechnikkonzerne sowie Rohstoffhändler angehören. Der RTRS beschloss in seinen Richtlinien, dass gentechnisch verändertes Soja als „verantwortungsbewusst“ etikettiert werden kann, obwohl der WWF beziehungsweise seine deutsche Sektion den Einsatz gentechnisch veränderter Organismen strikt ablehnt. 2011 forderte zum Beispiel der Deutsche Naturschutzring den WWF in einem Protestbrief auf, den RTRS zu verlassen. Der Verband kritisierte, dass „der WWF den Konzernen hilft“ und anderen Organisationen in den Rücken falle. Der WWF lasse sich von diversen Firmen vor den Karren spannen, äußerte Greenpeace.
2010 berichteten Arno Schumann und Wilfried Huismann in der Dokumentation Lachsfieber über eine Kooperation zwischen dem WWF Norwegen und Marine Harvest, dem weltweit größten Hersteller von Zuchtlachs. Das Unternehmen spendete jährlich 100.000 Euro an den WWF und durfte mit dem Logo der Organisation werben. Verbindliche Verbesserungen habe der WWF mit Marine Harvest nach Angaben der Dokumentation nicht vereinbart. Sie wurde im März 2010 erstmals im Ersten ausgestrahlt.
Seit 2002 kooperiert der WWF Deutschland mit der Krombacher Brauerei. Das Unternehmen warb damit, Projekte des WWF zu unterstützen. Zum Beispiel wurde 2011 mit dem Krombacher Klimaschutz-Projekt der Erhalt und die Renaturierung tropischer Torfmoorwälder auf Borneo finanziert. 2008 entschied ein Gericht, dass die Werbung mit der Zusammenarbeit eine Irreführung der Verbraucher darstellt und wettbewerbsrechtlich zu beanstanden ist. Das Gericht vertrat unter anderem die Ansicht, die Höhe der Spenden von Krombacher an den WWF wäre nicht ausreichend, um einen Quadratmeter Regenwald zu retten. Des Weiteren warfen Kritiker der Brauerei und dem WWF mangelnde Transparenz bei der Finanzierung und „Augenwischerei“ vor. Der WWF betreibe ein Umweltmarketing, das vor allem auf den Produktverkauf und weniger auf ein dauerhaftes Engagement gerichtet sei. Allerdings hob der Bundesgerichtshof das Verbot der Werbung von Krombacher im Jahr 2006 wieder auf: Nach Meinung des Gerichts dürften Unternehmen ihre Produkte grundsätzlich mit der Werbung für Projekte im Bereich Umweltschutz verknüpfen. Für Verbraucher bestehe der Kaufanreiz darin, dass sie durch den Erwerb der Ware die beworbenen Projekte und deren Ziele unterstützen könnten.
Im Jahr 2011 war Jochen Lamp, Leiter des WWF-Ostseebüros, auch Vorsitzender der Naturschutzstiftung Deutsche Ostsee, die wiederum von der Nord Stream AG unterstützt wurde. Während der WWF unter Lamp den Bau einer umstrittenen Gaspipeline von Russland nach Deutschland durch Nord Stream aktiv mit Hilfe von Gerichtsverfahren blockierte, erzielte Nord Stream eine außergerichtliche Einigung mit der Naturschutzstiftung Deutsche Ostsee. Die Einigung sah eine Überweisung von 10 Millionen Euro vor. Der WWF zog seine Klage daraufhin zurück.
Im Mai 2012 veröffentlichte Der Spiegel einen Bericht unter dem Titel Kumpel der Konzerne. Darin wird der WWF beschuldigt, er unterlaufe seine eigenen Standards. Vielen komme der WWF wie ein „Komplize der Konzerne“ vor, der für Spenden und kleine Zugeständnisse die „Lizenz zur Zerstörung der Natur“ erteile. Laut Neues Deutschland sei die Geschichte des WWF auch eine „Geschichte von Skandalen“. Ähnliche Vorwürfe des Greenwashing lassen sich auch zu anderen Organisationen und Labels finden, an denen der WWF beteiligt ist. Das betrifft etwa das Forest Stewardship Council (FSC), Marine Stewardship Council (MSC) und Roundtable on Sustainable Palm Oil (RSPO).
Auch in den Folgejahren wurde den WWF mehrfach Greenwashing vorgeworfen, unter anderem bei der Zusammenarbeit mit der Deutschen Bank.

### Kontroverse über Investitionen in fossile Brennstoffe
Investigativer Journalismus des NBC und später Naomi Klein deckten 2008 bzw. 2013 auf, dass der WWF millionenschwere Investitionsverträge in Öl-, Gas-, Kohle- und Teersandprojekte abgeschlossen hatte und davon profitierte. Als der WWF damit konfrontiert wurde, zog er sich nicht zurück. Er gab an, dass er mindestens bis 2020 warten würde, um sich aus einigen der fossilen Brennstoffprojekte zurückzuziehen, da ein früherer Ausstieg für ihn mit Verlusten verbunden wäre. Der WWF spricht sich international nicht generell gegen fossile Brennstoffe aus, sondern engagiert sich für eine, wie er es intern nennt, „verantwortungsvolle Entwicklung“ fossiler Brennstoffe.

### „Der Pakt mit dem Panda“
Im Juni 2011 sendete Das Erste die Dokumentation Der Pakt mit dem Panda: Was uns der WWF verschweigt von Wilfried Huismann. Es handelte sich um eine Koproduktion von SWR und WDR. Bereits vor der Erstausstrahlung löste der Film eine Kontroverse aus. Kritisiert wird unter anderem, dass der WWF zusammen mit Agrarkonzernen wie Monsanto an Runden Tischen für Soja (RTRS) und Palmöl (RSPO) sitze. Unternehmen mit teilweise umweltschädlichen Praktiken könnten sich hier des Wohlwollens der Umweltschützer sicher sein. Ferner setze sich die Organisation für die Verbreitung von genetisch verändertem Saatgut ein.
Der WWF wies die Vorwürfe in einem „Faktencheck“ auf seiner Website zurück. Es gehe beispielsweise bei den Runden Tischen darum, Zugeständnisse von Unternehmen zu erreichen, die über gesetzliche Vorgaben hinausgehen. Zudem vertrete der WWF die Position, Gentechnik sei so lange abzulehnen, wie deren Unbedenklichkeit nicht bewiesen sei. Nachdem keine Einigung mit dem SWR und WDR hinsichtlich der Vorwürfe erreicht werden konnte, legte der WWF Deutschland Rechtsmittel ein. Die juristische Auseinandersetzung mündete im November 2013 in das Hauptsacheverfahren. Das Landgericht Köln gab dem WWF Deutschland in insgesamt fünf von sechs beanstandeten Punkten Recht. Die Berufung von WDR und SWR wies das Kölner Oberlandesgericht im Dezember 2014 zurück, eine Revision wurde nicht zugelassen. Damit ist es den Sendern unter Strafandrohung untersagt, die entsprechenden Aussagen aus der Dokumentation zu wiederholen. Das Gericht beurteilte unter anderem die Aussagen, der WWF erhalte „Honorare für das Grünwaschen einer zerstörerischen Produktion“ oder befürworte eine „Verdoppelung der bereits für den Sojaanbau verbrauchten Fläche des Chaco im Norden Argentiniens“, als falsch. Der Sender und Huismann hätten „der ihnen abzuverlangenden pressemäßigen Sorgfaltspflicht“ nicht genügt.

### „Schwarzbuch WWF“
Im April 2012 erschien unter dem Titel Schwarzbuch WWF ein Sachbuch von Wilfried Huismann im Gütersloher Verlagshaus, das Teil der Verlagsgruppe Random House ist. Darin wiederholte der Autor im Wesentlichen die Vorwürfe aus Der Pakt mit dem Panda, weshalb es zum Beispiel die taz als das „Buch zum Film“ bezeichnete. Es wird insbesondere die Nähe des WWF zur Industrie, dessen koloniale Vergangenheit und Intransparenz sowie seine Beteiligung an ökologisch umstrittenen Projekten kritisiert. Die Zusammenarbeit mit Großkonzernen bezeichnet Huismann als „grünen Ablasshandel“. Die Natur- und Umweltschutzorganisation arbeite mit den „schlimmsten Umweltsündern des Planeten“ zusammen. Der WWF sitze in verschiedenen Gremien, die Konzernen Zertifikate für nachhaltige Produktion verliehen, während diese Urwälder vernichteten und die Umwelt vergifteten. Unter den Projekten für Tiger, Gorillas und andere litten die indigenen Völker. Sie wurden aus ihren angestammten Gebieten vertrieben.
Die öffentliche Debatte um das Schwarzbuch WWF traf insbesondere auch den WWF Deutschland. Dieser erklärte, das Buch von Wilfried Huismann enthalte „eine Vielzahl halbwahrer oder sogar falscher Aussagen“. Diese beruhten entweder auf ungenauen Recherchen oder seien sogar bewusst falsch. Der WWF bestritt ausdrücklich, „industrienah“ zu sein. Die Organisation freue sich über „jede konstruktive Anregung“. Allerdings sei zwischen der Debatte um erfolgreichen Natur- und Umweltschutz und „grundlegenden Falschaussagen“, die der Sache schadeten, zu unterscheiden. Der WWF Deutschland wandte sich an mehrere Buchhändler, woraufhin Amazon, Weltbild, Libri und andere Anbieter das Schwarzbuch WWF freiwillig aus dem Programm nahmen. Die Frankfurter Allgemeine Sonntagszeitung und ein Sprecher der FDP-Bundestagsfraktion kritisierten die „Selbstzensur“ der genannten Unternehmen. Die Deutsche Journalistinnen- und Journalisten-Union (DJU) warf WWF einen „nicht akzeptablen Versuch rechtlich zweifelhafter Einschüchterungsversuche“ vor und unterstützte ausdrücklich Huismann, der Mitglied der Gewerkschaft ist. Osiander und eBuch behielten das Buch demonstrativ im Programm und machten in ihren eigenen Filialen gezielt darauf aufmerksam. Auch über den Direktvertrieb der Verlagsgruppe Random House war es weiterhin lieferbar.
Im Juni 2012 gab das Landgericht Köln einem von 14 Unterlassungsbegehren des WWF statt. Das betraf Aussagen einer WWF-Mitarbeiterin, die Wilfried Huismann für eine Dokumentation und nicht für das Buch befragt hatte. Die betreffende Stelle musste in der nächsten Auflage geändert werden. Das Gericht stellte klar, dass Huismann generell den WWF kritisiert und nicht zwischen nationalen Sektionen differenziert habe. Im Juli 2012 gaben die Verlagsgruppe Random House und der WWF Deutschland schließlich bekannt, den Streit um das Schwarzbuch WWF außergerichtlich beizulegen. Die Parteien einigten sich, ab der dritten Auflage insgesamt 21 Textstellen zu ändern oder zu streichen. Die Korrekturen wurden von den Medien unterschiedlich aufgenommen: Während die Freie Presse urteilte, das Buch sei „entschärft“ worden, erklärte die Süddeutsche Zeitung, die Grundaussagen seien nicht verändert worden. Nach Angaben der Frankfurter Rundschau belegt Huismann die These, dass der WWF zu stark mit der Industrie kooperiere, zwar vor allem mit Anekdoten, diese müsse der WWF aber als Meinungsäußerung akzeptieren.

### Vorwürfe über interne Arbeitsweise
2022 berichtete die TAZ, dass leitende Angestellte des WWF einen Protestbrief an den Vorstand adressiert hatten, in dem sie auf dessen Verstöße gegen Compliance-Regeln hinwiesen. Einerseits handelte es sich dabei um eine Affäre zwischen der damaligen Finanzchefin und einem Vorstandsmitglied. Andererseits fiel auch der Vorwurf, WWF hätte Missstände, auf die die Personalchefin hingewiesen hatte, nicht transparent aufgeklärt, sondern diese drangsaliert und ihr mit Kündigung gedroht. In einer resultierenden Gerichtsverhandlung zeigte sich, dass die Finanzchefin unter einer großzügigen Abfindung, die möglicherweise mit Spendengeldern finanziert wurde, einen Aufhebungsvertrag unterzeichnet hatte. Nach den Berichten trat der geschäftsführende Vorstand Eberhard Brandes ohne Angabe von Gründen zurück.
Nach einer Umfrage über Mitarbeiterzufriedenheit hatten Angestellte 2021 ebenfalls einen Brief verfasst, in dem sie auf eine „sexistische Arbeitsatmosphäre“ hinwiesen, welche durch „chauvinistische und verbal übergriffige Aussagen“ geprägt sei, ebenso auf ein „Klima der Angst“ und ein „geringschätzendes, einschüchterndes und manipulatives Arbeitsumfeld“.

### Verbot in Russland
Am 10. März 2023, während der der russischen Invasion in der Ukraine 2022, wurde der WWF in Russland als sogenannter „ausländischer Agent“ gelistet, weil die Organisation angeblich versucht hatte, die russischen Behörden „unter dem Deckmantel des Schutzes von Natur und Umwelt“ zu beeinflussen. Etwa zweieinhalb Monate später bezeichnete der Generalstaatsanwalt Russlands den WWF aus ähnlichen Gründen als sogenannte „unerwünschte Organisation“. Diese Entscheidung verbietet der Gruppe faktisch, im Land tätig zu sein.

## Dokumentationen
- Heinz Sielmann: Völkerbund zum Schutz der Tiere. WWF – Porträt einer Naturschutz-Organisation. ARD 1983, 45 Minuten.
- Wilfried Huismann, Arno Schumann: Lachsfieber. ARD 2010, 43 Minuten.[276]
- Wilfried Huismann: Der Pakt mit dem Panda. ARD 2011, 45 Minuten.[277]
- Rundschau: WWF unter Beschuss: Wenn Artenschützer Menschen vertreiben. SRF 1 2019, 11 Minuten.[278]